# Pierre Romans
Pour les articles homonymes, voir Romans.
Pierre Romans est un metteur en scène de théâtre et d'opéra, réalisateur et acteur français, né le 13 janvier 1951 à Lyon et mort le 1er novembre 1990 à Paris.

## Biographie
De son vrai nom Pierre Philippe Durand, il fait ses études au Conservatoire national supérieur d'art dramatique de Paris, puis travaille jusqu’en 1982 comme comédien avec Antoine Vitez, Jacques Rosner, Jean-Pierre Vincent ou Jean-Pierre Miquel. Il assure la direction de l'école d'acteurs de Nanterre avec son ami Patrice Chéreau. Il devient ensuite professeur au cours Florent, et participe à l'académie mise en place à Nice.
De 1979 à 1983, il est également professeur à l'école du centre dramatique national de Reims.
Il meurt d'une overdose en 1990.
En 2022, dans le film Les Amandiers de Valeria Bruni Tedeschi, Pierre Romans est interprété par Micha Lescot.

## Filmographie

### Acteur
- 1980 : Porporino (téléfilm) d'André Flédérick : l'abbé
- 1985 : Grosse (court métrage) de Brigitte Roüan :
- 1986 : Désordre d'Olivier Assayas : Paul
- 1987 : L'Amoureuse de Jacques Doillon : Roman
- 1989 : Les Bois noirs de Jacques Deray : le curé
- 1989 : Les Baisers de secours de Philippe Garrel : le metteur en scène de théâtre
- 1989 : Hiver 54, l'abbé Pierre de Denis Amar :
- 1990 : Docteur Petiot de Christian de Chalonge : Drezner
- 1990 : Milena de Véra Belmont : Hermann Bahr
- 1991 : Chroniques d'une fin d'après-midi (réalisateur)

### Assistant réalisateur
- 1983 : L'Homme blessé de Patrice Chéreau
- 1987 : Hôtel de France de Patrice Chéreau

### Réalisateur (téléfilms)
- 1991 : Les tres germanes
- 1991 : Chronique d'une fin d'après-midi, d'après un montage d'extraits de pièces d'Anton Tchekhov

## Théâtre
- 1990 : Les Trois Sœurs d'Anton Tchekhov, Théâtre Poliorama - Compagnie José Maria Flotats à Barcelone (Espagne)
- 1989 : Ivanov d'Anton Tchekhov, Théâtre des Amandiers, Nanterre[6].
- 1988 : Chroniques d'une fin d'après-midi, montage d'extraits de pièces d'Anton Tchekhov, Palais des papes au festival d'Avignon[7]
- 1987 : Penthésilée d'Heinrich von Kleist, Théâtre des Amandiers, Nanterre
- 1987 : Catherine de Heilbronn d'Heinrich von Kleist, La Chartreuse, Villeneuve-lez-Avignon
- 1986 : La Dame aux camélias d'Alexandre Dumas fils, Théâtre du Gymnase, Marseille
- 1983 : Tonio Kröger de Thomas Mann, Théâtre des Amandiers, Nanterre
- 1982 : Le Paradis sur Terre de Tennessee Williams, Théâtre de la Comédie, Reims
- 1980 : L'Illusion comique de Pierre Corneille, Théâtre de la Commune, Aubervilliers
- 1980 : Les Jours et les Nuits, montage d'extraits de La Mouette, Ivanov, Platonov et Oncle Vania d'Anton Tchekhov, Espace Cardin, Paris
- 1979 : Les Thermes vénitiens de Yvanne Daoudi, Theâtre de l'Athénée, Paris
- 1978 : La Comtesse sanglante de Ludovic Janvier, Théâtre des Amandiers, Nanterre
- 1978 : Fugue en Mineur(e) de Pierre Léaud, Odéon - Théâtre de l'Europe, Paris
- 1978 : Britannicus de Jean Racine, Comédie-Française, Paris
- 1978 : Bathory Erzsebet de Marie-Françoise Egret, Maison de la culture de Nanterre
- 1976 : L'Éveil du printemps de Frank Wedekind, Odéon - Théâtre de l'Europe, Paris

## Opéra
• 1990 : La Clémence de Titus de Wolfgang Amadeus Mozart, direction Ricardo Muti, Théâtre de La Scala, Milan (Italie)